# О-де-ви
О-де-ви (от франц. eau-de-vie – вода жизни) – бесцветный бренди, выгнанный из фруктовых соков. Два самых популярных вида — кирш (с вишневым вкусом) и фрамбуаз (с малиновым вкусом).

## История
Так в XIX веке во времена выступлений кафешантанов французы называли горячительные напитки